# Proyecto de traducción
Un proyecto de traducción es un proyecto que trata sobre la actividad de la traducción. 
Desde un punto de vista técnico, un proyecto de traducción está estrechamente relacionado con la gestión de proyectos de un proceso de traducción. Sin embargo, desde un punto de vista  intercultural, un proyecto de traducción es mucho más complejo; esto es evidente, por ejemplo, cuando se consideran las traducciones de la Biblia u otros proyectos de traducción literaria.
Algunos estudiosos de la traducción como Antoine Berman defienden que los traductores deberían desarrollar su propio proyecto de traducción, adherirse a él y, posteriormente, desarrollar la crítica traductora. Según este enfoque, el traductor sólo puede ser fiel a su propio proyecto de traducción.

## Fases para la creación de un proyecto de traducción
1. Valoración de la oferta de traducción. En esta primera fase el traductor debe tener en cuenta las necesidades de su cliente, el tipo de material a producir, evaluar las limitaciones que pueden afectar a la vida del proyecto y decidir las alternativas y opciones posibles.
2. Elaboración de un estudio de viabilidad[2] del proyecto. Una vez que el traductor tiene la información básica sobre las necesidades de su cliente y el producto a realizar, debe llevar a cabo un estudio de viabilidad, para extraer toda la información necesaria antes de comenzar a trabajar en el proyecto.
3. Establecer el cronograma (timeline) necesario para ejecutar el proyecto con éxito. Un buen cronograma deberá contener distintas fases del proyecto y los plazos previstos para cada una de las fases. Si se trata de un proyecto grupal se debe nombrar a un gestor de proyecto. Este será quien se encargará de distribuir las distintas tareas entre el equipo de traducción y velará por el cumplimiento de los plazos y los requisitos de calidad del mismo.
4. Recuento de palabras y elaboración del presupuesto. Durante esta fase se realizará un desglose de costes junto con la lista de entregas, teniendo en cuenta las distintas fases que hemos establecido en el paso previo. Se pactará con el cliente el sistema de recuento de palabras a utilizar.
5. Proceso de traducción, durante el cual se debe tener en cuenta toda la información recopilada en el estudio de viabilidad del proyecto. Debe realizarse también la tarea de localización[3] o adaptación del texto al entorno de destino.
6. Maquetación y revisión del texto. En esta fase se debe organizar la información y cerciorarse de que los documentos del texto de llegada se corresponden con los documentos facilitados con el texto de origen. Se deben adecuar todos los formatos a los especificados en la solicitud de la traducción y finalmente se aplicarán los ajustes necesarios mediante las herramientas de control de calidad[4] disponibles.
7. Entrega final del material. Se puede incluir información relativa al proceso realizado.